# Samurai Shodown V
Samurai Shodown V (Samurai Spirits Zero (サムライスピリッツ 零, Samurai Supirittsu Zero) au Japon) est un jeu vidéo de combat développé par Yuki Enterprise et édité en 2003 par SNK Playmore sur le système d'arcade Neo-Geo MVS, sur console Neo-Geo AES (NGM 270),,. Le jeu est également porté sur PlayStation 2 et Wii.
L’histoire du jeu est un préquelle à la saga, il se passe avant Samurai Shodown (2019).

## Gameplay et contenu
Samurai Spirits Zero est développé par Yuki Enterprise et est publié au Japon sur Neo-Geo AES le 11 décembre 2003. Samurai Spirits Zero fait partie des trois derniers jeux à être publiés sur AES. Samurai Shodown V existe également sur PlayStation 2 et sur Xbox, la version Xbox contient un mode pour jouer en ligne.
Concernant le gameplay, les modes « Rasetsu » et « Shura » (« Bust » et « Slash » dans les versions occidentales) ont disparu dans Samurai Shodown V,, les commandes ont également changé, les boutons A et B sont utilisés pour les trois niveaux de slash. Le bouton C est utilisé pour les coups de pied et le bouton D pour les esquives, telles que les roulades ou les petits sauts.
Comme dans chaque Samurai Shodown, de nouveaux personnages font leur apparition, comptabilisant quatre personnages inédits. À commencer par Yoshitora Tokugawa, qui est le principal protagoniste dans l'histoire de Samurai Shodown V, le personnage possède sept épées où chaque épée a sa propre capacité unique.
Le second personnage est une jeune femme qui porte le nom de Mina, dont l'originalité de la combattante est de se battre à l'aide d'un arc, qui l'avantage dans les duels à distance. Elle est également accompagnée lors des combats d'un petit animal baptisé Champuru. Le troisième nouveau personnage est Kusaregedo, il se démarque des autres combattants par sa taille qui recouvre une bonne partie de l'écran. Il s'agit d'un géant qui expose un os au niveau de son bras qu'il se sert comme arme de combat. Il peut également vomir sur ses ennemis afin de les paralyser.
Le quatrième nouveau combattant est Yunfei, il utilise les techniques basées sur le sabre chinois. Le vent est l'élément qui compose son style de combat, il peut notamment invoquer une tornade comme attaque ou encore manipuler les courants d'air, lui permettant de flotter dans ses déplacements durant un court instant.
Lors du développement de Samurai Shodown V, Yuki Enterprise qui s'occupe de la conception du jeu, compense la disparition du mode Bust du précédent épisode en intégrant le personnage de Rasetsumaru, qui est l'alter ego maléfique du combattant Haohmaru, à la manière d'Evil Ryu. Dans le même esprit, le jeu intègre un nouveau personnage du nom de Rera, il s'agit d'un personnage cloné de Nakoruru. Au lieu d'avoir un aigle à ses côtés, Rera possède un loup pour l'aider au combat. Comme pour Rasetumaru et Rera, les deux autres nouveaux personnages, Enja et Suija, sont les versions alternatives de Kasuki et de Sogetsu.
Parmi les personnages, trois boss sont présentés dans ce volet : Sankuro, Yumeji et le boss final, Gaoh.

## Personnages jouable
- Haohmaru
- Nakoruru
- Yoshitora Tokugawa (protagoniste)
- Genjuro Kibagami
- Charlotte Christine Colde
- Galford D. Weller
- Jubei Yagyu
- Ukyo Tachibana
- Hanzo Hattori
- Kyoshiro Senryo
- Tam Tam
- Shizumaru Hisame
- Rimururu
- Basara
- Gaira Caffeine
- Kazuki Kazama
- Sogetsu Kazama
- Mina Majikina
- Rasetsumaru
- Rera
- Enja
- Suija
- Liu Yunfei
- Youkai Kusaregedo